# Maglica Rozeta
Maglica Rozeta je emisijska maglica u zviježđu Jednorogu. Primjer je tzv. slonove surle.
Čini ju nekoliko objekata Novog općeg kataloga:
- NGC 2237, emisijska maglica
- NGC 2238, emisijska maglica
- NGC 2239, emisijska maglica
- NGC 2244, otvoreni skup
- NGC 2246, emisijska maglica

## Vanjske poveznice
- (engleski) Rosette Nebula (SEDS)
- (engleski) Chandra Observatory study of the Rosette Nebula
- (engleski) NOAO; "Fitful Young Star Sputters to Maturity in the Rosette Nebula"  Arhivirana inačica izvorne stranice od 3. studenoga 2007. (Wayback Machine)